# Tenzin Tsundue

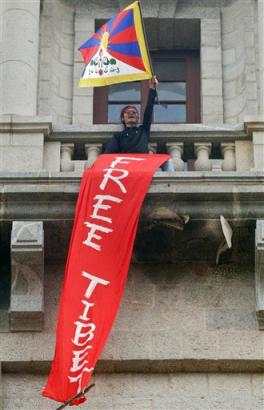
Tenzin Tsundue

Tenzin Tsundue (* 1975 in Indien) ist ein Schriftsteller und Freiheitsaktivist für Tibet. Er gilt als einer der herausragendsten Vertreter junger Exiltibeter.

## Leben
Tsundue kam 1975 als Sohn tibetischer Flüchtlinge im indischen Exil zur Welt. Mehrfach machte er durch Proteste gegen chinesische Regierungsvertreter in Indien von sich reden. Tsundue wurde 1997 in Lhasa inhaftiert, nachdem er illegal ins Land eingereist war.